# Hlîbne, Krasnopillea
Hlîbne (în ucraineană Глибне) este un sat în comuna Samotoiivka din raionul Krasnopillea, regiunea Sumî, Ucraina.

## Demografie
Componența lingvistică a localității Hlîbne
     Ucraineană (98,1%)
     Rusă (1,69%)
     Alte limbi (0,21%)
Conform recensământului din 2001, majoritatea populației localității Hlîbne era vorbitoare de ucraineană (98,1%), existând în minoritate și vorbitori de rusă (1,69%).